# Campeonato Baiano de Futebol de 2021
O Campeonato Baiano de Futebol de 2021 foi a 117.ª edição da competição, realizado no estado da Bahia e organizado pela Federação Baiana de Futebol. Ficou marcado por ser o primeiro da história do campeonato a ter uma final disputada por dois times de fora de Salvador. Essa também é a primeira vez desde 1968 que a dupla BA-VI não chega á final.

## Regulamento
Na primeira fase, as 10 equipes disputam em turno único, jogos todos contra todos, em jogos só de ida.
As quatro melhores equipes na classificação, garantem vaga na próxima fase. A partir daí, o campeonato entra na fase de mata-mata: semi e final, todos com jogos de ida e volta.
O rebaixado será a equipe de pior campanha na primeira fase.
Em caso de empate entre duas ou mais equipes, serão adotados esses critérios de desempate:
1. Maior número de vitórias;
2. Maior saldo de gols;
3. Maior número de gols marcados;
4. Maior número de pontos ganhos no confronto direto;
5. Maior saldo de gols no confronto direto;
6. Menor número de cartões vermelhos recebidos;
7. Menor número de cartões amarelos recebidos;
8. Sorteio.

Na Semifinal os 4 primeiros colocados se enfrentam no seguinte cruzamento:
1º Colocado da 1ª Fase x 4º Colocado da 1ª Fase
2º Colocado da 1ª Fase x 3º Colocado da 1ª Fase
Classificam-se para a Fase Final os vencedores dos confrontos das Semifinais. em caso de empate em numero de pontos na Fase Semifinal serão adotados os seguintes critérios de desempates:
1º - Melhor Saldo de Gols na Fase Semifinal
2º - Cobranças de penaltis.
A Fase Final será disputada entre os vencedores da Semifinal em partidas de ida e volta com o mando de campo no 2º jogo para a equipe de melhor campanha somando a Primeira Fase e a Fase Semifinal. A Equipe que somar o maior número de pontos nessa fase conquista o título de Campeão Baiano de 2021
Em caso de empate em número de pontas na Fase Final serão adotados os seguintes critérios de desempates
1º - Melhor Saldo de Gols na Fase Semifinal
2º - Cobranças de penaltis.
O campeão disputará a Copa do Nordeste de 2022 e a Copa do Brasil de 2022, o vice colocado e o terceiro colocado disputarão a Copa do Brasil de 2022. A segunda vaga para disputar a fase de grupos da Copa do Nordeste de 2022 será a equipe melhor qualificada pelo Ranking da CBF. A terceira vaga na competição regional, que será para a Fase Pré, virá da segunda equipe melhor qualificada pelo Ranking da CBF. As três equipes melhores posicionadas na classificação geral da competição terão direito de disputar a Série D de 2022 desde que não sejam integrantes de outras séries do Campeonato Brasileiro.

## Equipes participantes

### Promovidos e rebaixados
| Pos. | Rebaixado da Primeira Divisão de 2020 |
| ---- | ------------------------------------- |
| 10º  | Jacobina                              |

| Pos. | Promovido da Segunda Divisão de 2020 |
| ---- | ------------------------------------ |
| 1º   | UNIRB                                |

### Informações das equipes
| Aumento | Equipe promovida da Segunda Divisão de 2020 |

## Primeira fase
|  |                                     |
|  | Classificados para a Fase Final     |
|  | Rebaixado para Segunda Divisão 2022 |

## Jogos
Para ler a tabela, a linha horizontal representa os jogos da equipe como mandante. A coluna vertical indica os jogos da equipe como visitante.
| Jogos "clássicos" estão em negrito. Jogos da próxima rodada estão em vermelho. | Vitória do mandante. | Vitória do visitante. | Empate. |

|                        | AAL | BAH | BFE | DOC | FLF | JCP | JZE | UNI | VIT | VCO |
| ---------------------- | --- | --- | --- | --- | --- | --- | --- | --- | --- | --- |
| Atlético de Alagoinhas | —   |     | 0–1 | 3–0 |     | 2–2 |     | 1–0 | 1–2 |     |
| Bahia                  | 2–1 | —   | 1–0 |     |     |     | 1–2 | 0–1 | 0–0 |     |
| Bahia de Feira         |     |     | —   |     | 6–3 | 0–0 |     | 3–0 | 1–1 | 1–0 |
| Doce Mel               |     | 0–2 | 0–0 | —   |     | 1–1 | 2–2 |     |     |     |
| Fluminense de Feira    | 0–1 | 1–1 |     | 1–2 | —   |     |     |     |     | 1–0 |
| Jacuipense             |     | 0–1 |     |     | 2–1 | —   | 1–1 | 0–0 |     | 0–1 |
| Juazeirense            | 1–3 |     | 1–0 |     | 2–1 |     | —   | 1–0 | 1–1 |     |
| UNIRB                  |     |     |     | 0–0 | 0–0 | —   |     |     | 3–3 | 3–2 |
| Vitória                |     |     |     | 0–1 | 1–1 | 1–2 |     |     | —   | 2–0 |
| Vitória da Conquista   | 3–0 | 0–0 |     | 1–0 |     |     | 1–2 |     |     | —   |

## Fase final
Em itálico, as equipes que possuem o mando de campo no primeiro jogo do confronto e em negrito as equipes classificados.
|  | Semifinais 9 e 12 de maio    | Semifinais 9 e 12 de maio | Semifinais 9 e 12 de maio | Semifinais 9 e 12 de maio |   |                        | Final 16 e 23 de maio | Final 16 e 23 de maio | Final 16 e 23 de maio | Final 16 e 23 de maio |
|  |                              |                           |                           |                           |   |                        |                       |                       |                       |                       |
|  | Atlético de Alagoinhas (pen) | 2                         | 0                         | 2 (3)                     |   |                        |                       |                       |                       |                       |
|  | Juazeirense                  | 1                         | 1                         | 2 (2)                     |   |                        |                       |                       |                       |                       |
|  | Juazeirense                  | 1                         | 1                         | 2 (2)                     |   | Atlético de Alagoinhas | 2                     | 3                     | 5                     |                       |
|  |                              |                           |                           |                           |   | Atlético de Alagoinhas | 2                     | 3                     | 5                     |                       |
|  |                              | Bahia de Feira            | 2                         | 2                         | 4 |                        |                       |                       |                       |                       |
|  | Bahia                        | Bahia de Feira            | 2                         | 2                         | 4 | 1                      | 0                     | 1                     |                       |                       |
|  | Bahia                        |                           |                           |                           |   | 1                      | 0                     | 1                     |                       |                       |
|  | Bahia de Feira               | 0                         | 3                         | 3                         |   |                        |                       |                       |                       |                       |

### Final
Ida
| 16 de maio    | Atlético de Alagoinhas | 2 – 2  | Bahia de Feira                       | Antônio de Figueiredo Carneiro, Alagoinhas  |
| 16:00 (UTC-3) | Ronan 41' (p.), 90+12' | Súmula | Jarbas 30' · Adriano Ferreira 90+11' | Árbitro: Emerson Ricardo de Almeida Andrade |

Volta
| 23 de maio    | Bahia de Feira                | 2 – 3  | Atlético de Alagoinhas                     | Jodilton Souza, Feira de Santana |
| 16:00 (UTC-3) | Iran 18' (g.c.) · Marcone 90' | Súmula | Iran 24' · Ronan 45+2' (p.) · Dionísio 70' | Árbitro: Marielson Alves Silva   |

## Premiação
| Campeonato Baiano de 2021                   |
| A DEFINIR                                   |
| ------------------------------------------- |
| Atlético de Alagoinhas Campeão (1.º título) |